# Станіславув (Ґродзиський повіт)
Станіславув (пол. Stanisławów) — село в Польщі, у гміні Баранув Ґродзиського повіту Мазовецького воєводства. Населення — 129 осіб (2011).

## Демографія
Демографічна структура станом на 31 березня 2011 року:
|          | Загалом | Допрацездатний вік | Працездатний вік | Постпрацездатний вік |
| -------- | ------- | ------------------ | ---------------- | -------------------- |
| Чоловіки | 70      | 12                 | 53               | 5                    |
| Жінки    | 59      | 10                 | 37               | 12                   |
| Разом    | 129     | 22                 | 90               | 17                   |